# Moneta legale

Cartamoneta (a destra), il cui disegno è risalente al 1287 dopo Cristo, considerata la prima forma di moneta cartacea a corso legale della storia, emessa della dinastia Yuan regnante sulla Cina dal 1279 al 1368, e relativo stampo (a sinistra)

Per moneta legale (o moneta a corso legale, moneta fiduciaria o, ancora, moneta fiat) si intende uno strumento di pagamento non coperto da riserve di altri materiali (ad esempio: riserve auree), e quindi privo di valore intrinseco (anche indiretto).
La moneta legale (tipicamente sotto forma di banconote, ma anche sotto forma di monete in metallo non prezioso) ha un valore grazie al fatto che esiste un'autorità (lo Stato) che agisce come se avesse questo valore. Se un'organizzazione abbastanza grande (ovvero una collettività) emette, usa e accetta qualcosa come pagamento, automaticamente quel qualcosa acquisisce valore, dato che gli è riconosciuta fiducia come mezzo di scambio.
In termini più specifici, la moneta legale, totalmente svincolata dal contenuto intrinseco di metallo prezioso, ha valore in quanto mezzo di pagamento stabile riconosciuto nell'economia di un certo paese:
- la stabilità è garantita dal controllo sull'emissione da parte delle banche centrali;
- il riconoscimento come mezzo di pagamento è garantito dalla legge;
- il paese che emette la moneta la accetta - anzi, la richiede - come mezzo valido per il pagamento delle imposte;
- infine il potere d'acquisto stabile e giuridicamente riconosciuto della moneta legale è rilevante solo in quanto può essere rivolto a beni e a prodotti finanziari desiderati, che sono prodotti e offerti dal paese in cui circola quella moneta.

Il concetto di moneta legale si contrappone quindi al concetto di moneta merce.

## Storia
Nel tempo gli Stati sono a volte passati a forme di moneta a corso legale in periodi di necessità (come, ad esempio, durante le guerre), sospendendo la convertibilità in oro (o in qualsiasi altra cosa il denaro rappresentasse), con effetti sul potere d'acquisto generalmente inferiori a quanto ci si potesse aspettare.
Analogamente, anche una riduzione del rapporto di cambio tra moneta e oro aveva in genere un effetto minore del previsto sul potere d'acquisto.
Gli Stati Uniti passarono definitivamente alla moneta a corso legale solo nel 1971 e, dato che anche varie altre valute sia in Europa (tra cui la lira italiana) sia in Asia (tra cui lo yen) erano riferite al dollaro statunitense, vi fu automaticamente una moltiplicazione dei Paesi che si ritrovarono ad adottare il corso legale della moneta.

## Lex monetae
Col termine lex monetae si intende la facoltà di uno Stato sovrano di scegliere la propria valuta. 
In caso di mutamento della stessa, si intende il diritto di determinare il tasso di conversione tra la vecchia e la nuova moneta avente corso legale.